# Ruta Estatal de Alabama 25
La Ruta Estatal de Alabama 25, y abreviada SR 25 (en inglés: Alabama State Route 25) es una carretera estatal estadounidense ubicada en el estado de Alabama, cruza los condados de Wilcox , Marengo , Hale , Bibb , Shelby , Jefferson , St. Clair , Etowah y Cherokee. La carretera inicia en el Sur desde la AL 5     cerca de Pine Hill sigue en sentido Norte hasta finalizar en la US 411  en la línea estatal cerca de Rome, Georgia, tiene una longitud de 414 km (257 mi).

## Mantenimiento
Al igual que las autopistas interestatales, y las rutas federales y el resto de carreteras estatales, la Ruta Estatal de Alabama 25 es administrada y mantenida por el Departamento de Transporte de Alabama por sus siglas en inglés ALDOT.

## Cruces
La Ruta Estatal de Alabama 25 es atravesada principalmente por los siguientes cruces:
- US 83/AL 58/AL 219/AL 6 en Centreville
- US 78/US 411/AL 4 en Leeds
- US 431  en Gadsden